# Nicolás Blanco
Nicolás Blanco är en ort i Mexiko.   Den ligger i kommunen La Antigua och delstaten Veracruz, i den sydöstra delen av landet, 290 km öster om huvudstaden Mexico City. Nicolás Blanco ligger 14 meter över havet och antalet invånare är 1 092.
Terrängen runt Nicolás Blanco är platt. Havet är nära Nicolás Blanco åt nordost.  Närmaste större samhälle är Cabezas, 5,1 km väster om Nicolás Blanco. 